# Trực tràng

Cấu tạo của hậu môn và trực tràng

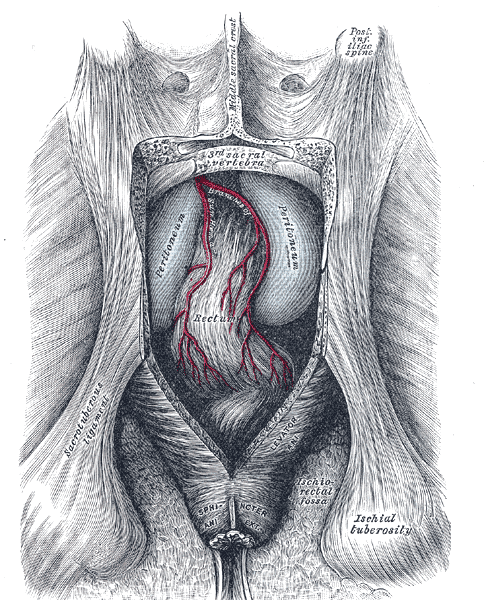
Tiếp xúc với trực tràng bằng cách loại bỏ phần dưới của xương cùng và xương cụt

Trực tràng tiếng Latin rectum intestinum, có nghĩa là đoạn ruột thẳng) là đoạn cuối của ruột già gần như thẳng ở các động vật có vú, và ruột ở một số loài khác, nằm ngay trước hậu môn. Trực tràng ở người dài khoảng 11 cm đến 15 cm. Kích cỡ của nó giống với đại tràng hình sigma ở đoạn đầu, nhưng ở đoạn cuối nó giãn ra tạo thành các bóng trực tràng.